# Isla Drygalski
La isla Drygalski es una isla bajo una capa de hielo de la Antártida, de unas 11 millas de largo, se eleva a 325 m sobre el mar de Davis de océano Antártico, a unos 85 km al norte de la costa del Territorio Antártico Australiano y a 45 millas al nornordeste (NNE) del cabo Filchner. 
La isla Drygalski está localizada en las coordenadas 65°45′S 92°30′E / -65.750, 92.500 y tiene un área de 220 km². La isla Drygalski fue avistada por primera vez por la Expedición Alemana Antártica (1901-1903) en 1902, la llamaron Tierra Alta de Drygalski, en honor al profesor Erich von Drygalski que la cartografió, ya que creían que era parte del continente. Fue visitada de nuevo por los miembros de la Expedición Australiana Antártica (1911-1914), en noviembre de 1912, observada más pormenorizadamente por sir Douglas Mawson que la renombró como isla al descubrir su verdadera naturaleza.
La Base Mir o Druzhba 65°45′S 92°30′E / -65.750, 92.500 fue establecida por la Unión Soviética en la isla Drygalski el 20 de mayo de 1960 y cerrada el 6 de agosto de 1960. Una estación meteorológica estuvo activa entre noviembre de 1958 y marzo de 1960.

## Reclamación territorial
La isla es reclamada por Australia como parte del Territorio Antártico Australiano, pero esta reclamación está sujeta a las disposiciones del Tratado Antártico.
- Datos: Q253243